# نووووسکرسنوفکا
نووووسکرسنوفکا (به لاتین: Novovoskresenovka) یک منطقهٔ مسکونی در روسیه است که در استان آمور واقع شده‌است.